# Саидов, Аликади Магомедович
Аликади́ Магоме́дович Саи́дов (род. 2 апреля 1999, Махачкала, Россия) — российский футболист, защитник клуба «Машук-КМВ».

## Карьера
1 февраля 2017 года подписал трёхлетний контракт с «Анжи», после чего выступал за молодёжную команду и за фарм-клуб. Единственный матч в Премьер-лиге провёл 26 мая 2019 года против «Урала» (0:2). В 2022 году пополнил ряды «Калуги». В июле 2023 года перешёл в «Машук-КМВ».

## Достижения
- Победитель 1-й группы дивизиона «Б» Второй лиги: 2023